# John Ponsonby, 4. Earl of Bessborough

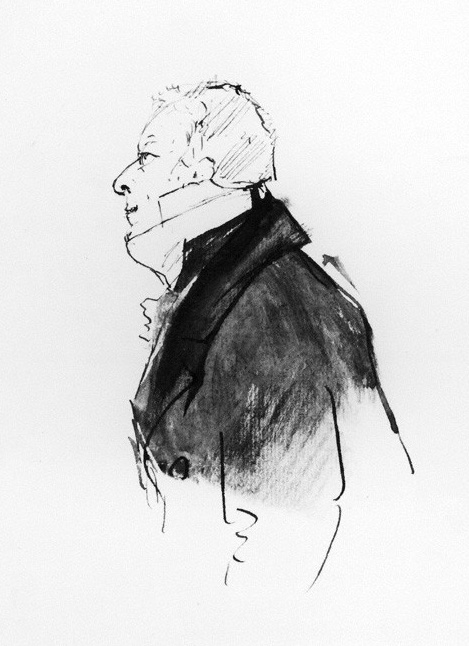
John Ponsonby, 4. Earl of Bessborough

John William Ponsonby, 4. Earl of Bessborough PC (* 31. August 1781; † 16. Mai 1847 in Dublin Castle, Dublin, Irland) war ein britischer Peer und Politiker der Whig, der zwischen 1805 und 1832 mit Unterbrechungen Mitglied des House of Commons war und bekleidete die Ämter als Innenminister, Lordsiegelbewahrer und zuletzt zwischen 1846 und seinem Tod 1847 Lord Lieutenant of Ireland. Ab 1834 war er Mitglied des House of Lords.

## Leben

### Familiäre Herkunft und Studium
Ponsonby war das zweite von vier Kindern und der älteste Sohn von Frederick Ponsonby, 3. Earl of Bessborough und dessen Ehefrau Henrietta Frances Spencer, einer Tochter von John Spencer, 1. Earl Spencer. Seine ältere und einzige Schwester war die Schriftstellerin Caroline Lamb, die von 1805 bis zu ihrem Tod 1828 mit dem Politiker und späteren zweimaligen Premierminister William Lamb, 2. Viscount Melbourne verheiratet war. Sein erster jüngerer Bruder Frederick Cavendish Ponsonby war Generalmajor und unter anderem zwischen 1827 und 1836 Gouverneur von Malta, während sein zweiter jüngerer Bruder William Ponsonby von 1826 bis 1837 ebenfalls Abgeordneter des Unterhauses war sowie 1838 als Baron de Mauley in den erblichen Adelsstand erhoben und damit Mitglied des Oberhauses wurde.
John Ponsonby selbst begann nach dem Besuch der renommierten Harrow School am 14. Oktober 1799 ein Studium am Christ Church der University of Oxford, das er im Juni 1802 mit einem Master of Arts (M.A.) abschloss.

### Unterhausabgeordneter
Seine politische Laufbahn begann Ponsonby, als er am 25. März 1805 als Kandidat der Whig erstmals zum Mitglied des House of Commons gewählt wurde und vertrat dort bis zum 4. November 1806 den Wahlkreis Knaresborough. Nachdem er einige Jahre nicht dem Unterhaus angehört hatte, wurde er am 15. Juni 1810 wieder zum Abgeordneten gewählt und vertrat bis zum 9. Oktober 1812 den Wahlkreis Higham Ferrers sowie anschließend vom 6. Oktober 1812 bis zum 9. Juni 1826 den Wahlkreis Malton, ehe er am 17. Juni 1826 im Wahlkreis Bandon wieder zum Abgeordneten in das Unterhaus gewählt wurde und diesen Wahlkreis bis zum 19. Dezember 1826 vertrat. Zugleich wurde er am 22. Juni 1826 auch im Wahlkreis Kilkenny zum Mitglied des House of Commons gewählt und vertrat diesen Wahlkreis bis zum 10. Dezember 1832. Die Möglichkeit der Mehrfachkandidaturen, die gerechtere Einteilung der Wahlkreise, die Erhöhung der Zahl der Wahlberechtigten sowie die Anzahl der Wahlkreise mit zwei Abgeordneten wurden erst durch das Reform Act 1832 geändert, das von ihm mit erarbeitet wurde. 
Im Anschluss wurde Ponsonby am 10. Dezember 1832 im Wahlkreis Nottingham zum Abgeordneten in das Unterhaus gewählt und vertrat diesen Wahlkreis bis zum 23. Juli 1834.

### Lord Lieutenant des County Carlow, Innenminister und Oberhausmitglied
1830 wurde Ponsonby erster Lord Lieutenant des County Carlow und bekleidete diese Funktion bis zu seiner Ablösung durch seinen ältesten Sohn John George Brabazon Ponsonby 1838. Zugleich fungierte er zwischen 1831 und 1841 als Konstabler des St Briavels Castle sowie von 1831 bis 1841 als Verwalter (Warden) des Forest of Dean.
Am 23. Februar 1831 wurde er von Premierminister Charles Grey, 2. Earl Grey als Nachfolger von George Agar-Ellis, 1. Baron Dover zum Ersten Kommissar der Wald- und Forstverwaltung (First Commissioner of Woods and Forests) berufen sowie zum Mitglied des Privy Council ernannt. Dieses Amt bekleidete er bis zu seiner Ablösung durch John Hobhouse am 19. Juli 1834.
Nachdem sein Schwager William Lamb, 2. Viscount Melbourne, am 16. Juli 1834 erstmals das Amt des Premierministers angetreten hatte, berief dieser Ponsonby am 19. Juli 1834 zum Innenminister (Home Secretary) in dessen Kabinett, dem er bis zum Ende von Melbournes Amtszeit am 17. November 1834 angehörte. Zugleich wurde ihm durch ein Letters Patent vom 19. Juli 1834 der erbliche Adelstitel Baron Duncannon, of Bessborough in the County Kilkenny, verliehen, wodurch er bis zu seinem Tod dem House of Lords angehörte.

### Lordsiegelbewahrer und Lord Lieutenant of Ireland
Am 18. April 1835 wurde Ponsonby von seinem Schwager William Lamb, 2. Viscount Melbourne, abermals in dessen Regierung berufen und übernahm in dieser bis zu seiner Ablösung durch George Villiers, 4. Earl of Clarendon 1840 das Amt des Lordsiegelbewahrers (LOrd Privy Seal). Gleichzeitig übte er vom 18. April 1835 bis zum Ende von Melbournes Amtszeit am 30. August 1841 abermals die Funktion des First Commissioner of Woods and Forests aus. Ferner übernahm er 1838 von James Butler, 1. Marquess of Ormonde das Amt als Lord Lieutenant des County Kilkenny und bekleidete dieses bis zu seinem Tod. Nachfolger wurde anschließend William Frederick Fownes Tighe. Er fungierte zwischen 1841 und seinem Tod auch als Kommissar für Kirchenangelegenheiten (Ecclesiastical Commissioner).
Beim Tod seines Vaters am 3. Februar 1844 erbte Ponsonby dessen Adelstitel als 4. Earl of Bessborough, 5. Viscount Duncannon, 5. Baron Bessborough und 4. Baron Ponsonby.
Im Juli 1846 wurde er schließlich Nachfolger von William à Court, 1. Baron Heytesbury als Lord Lieutenant of Ireland und bekleidete diese Funktion als Repräsentant des englischen Königs und Kopf der irischen Exekutive im Vereinigten Königreich von Großbritannien und Irland bis zu seinem Tod am 16. Mai 1847. In seine Amtszeit fiel die Große Hungersnot in Irland. Er starb auf Dublin Castle, dem Amtssitz des Lord Lieutenant, an Wassersucht. Sein Nachfolger als Lord Lieutenant of Ireland wurde George Villiers, 4. Earl of Clarendon. 

### Ehe und Nachkommen
Aus seiner am 16. November 1805 geschlossenen Ehe mit Maria Fane, einer Tochter von John Fane, 10. Earl of Westmorland, gingen elf Kinder hervor, und zwar vier Töchter und sieben Söhne, von denen drei nacheinander seine Adelstitel als Earl of Bessborough erbten:
- Lady Kathleen Louisa Georgina Ponsonby († 1863), ⚭ 1858 Frederick Tighe († 1891);
- John George Brabazon Ponsonby, 5. Earl of Bessborough (1809–1880), ⚭ (1) 1835 Lady Frances Lambton (1812–1835), Tochter des John Lambton, 1. Earl of Durham, ⚭ (2) 1849 Lady Caroline Gordon-Lennox (1819–1890), Tochter des Charles Gordon-Lennox, 5. Duke of Richmond;
- Hon. William Wentworth Brabazon Ponsonby (1812–1831);
- Lady Georgiana Sarah Ponsonby (vor 1814–1861) ⚭  Rev. Sackville Gardiner Bourke (1805–1860);
- Lady Augusta Lavinia Priscilla Ponsonby (1814–1904), ⚭ (1) 1834 William Petty-FitzMaurice, Earl of Kerry (1811–1836), Sohn des Henry Petty-FitzMaurice, 3. Marquess of Lansdowne, ⚭ (2) 1845 Hon. Charles Alexander Gore (1811–1897), Bruder des Philip Gore, 4. Earl of Arran;
- Frederick George Brabazon Ponsonby, 6. Earl of Bessborough (1815–1895);
- Lady Maria Jane Elizabeth Ponsonby (1819–1897), ⚭ 1838 Charles Ponsonby, 2. Baron de Mauley
- Hon. George Arthur Brabazon Ponsonby (1820–1841);
- Walter William Brabazon Ponsonby, 7. Earl of Bessborough (1821–1906) ⚭ 1850 Lady Louisa Eliot (1825–1911), Tochter des Edward Eliot, 3. Earl of St. Germans;
- Rt. Hon. Sir Spencer Cecil Brabazon Ponsonby-Fane (1824–1915), ⚭ 1847 Hon. Louisa Dillon-Lee († 1902), Tochter des Henry Dillon-Lee, 13. Viscount Dillon;
- Hon. Gerald Henry Brabazon Ponsonby (1829–1908), ⚭ 1858 Lady Maria Coventry († 1912), Schwester des George Coventry, 9. Earl of Coventry.